# Novacap
A Companhia Urbanizadora da Nova Capital (Novacap) é uma empresa estatal brasileira do Distrito Federal, fundada em 19 de setembro de 1956 mediante aprovação da Lei nº 2874/1956 sancionada pelo presidente Juscelino Kubitschek, que previa em seu Art 2º a constituição da Companhia Urbanizadora da Nova Capital do Brasil (Novacap) e no Art 3º as atribuições da Novacap.
As principais referências da companhia, compostos por Israel Pinheiro (presidente), Oscar Niemeyer (arquiteto), Lúcio Costa (urbanista), Bernardo Sayão (diretor), Íris Meinberg (diretor), Pery da Rocha França, Moacyr Gomes e Souza e Ernesto Silva (diretor), foram essenciais por criarem obras notáveis da administração pública como o Congresso Nacional e o Eixo Monumental; além do lazer como a Igreja Nossa Senhora de Fátima e o Teatro Nacional.
Atualmente, as ações da empresa estatal Novacap pertencem a União e ao Governo do Distrito Federal, com 43,33% e 56,67% das ações, respectivamente. Por estar vinculado a Secretaria de Estado de Obras e Infraestrutura do Distrito Federal, é utilizada na execução das obras de interesse do governo distrital.

## Antecedentes

### A nova capital do Brasil

Posse do presidente Juscelino Kubitschek em 1956, ano no qual a estatal Novacap foi criada pela lei ordinária.

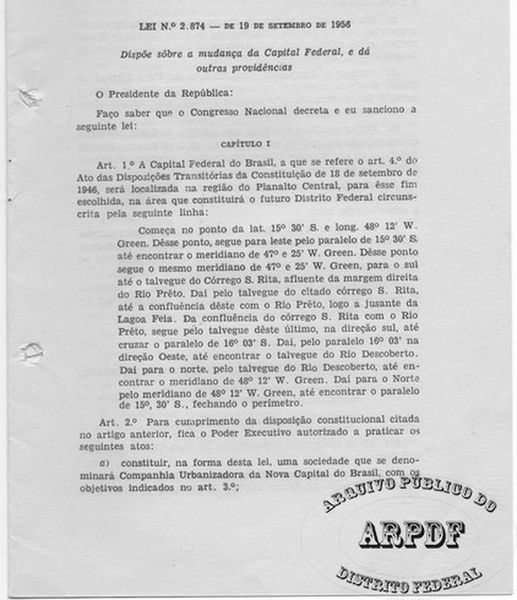
Lei de 1956 em que o artigo 2º é sobre a instituição da Novacap (Arquivo Público do Distrito Federal).

O primeiro comício de campanha para a eleição presidencial no Brasil em 1955, realizado na cidade de Jataí, em Goiás,  o então candidato Juscelino Kubitschek (também conhecido pelo acrônimo JK) era pressionado sobre a construção da Brasília, a nova capital federal. Ele afirmava que o projeto seria cumprido em seu mandato, uma vez que já havia regulamentação sobre o tema com base na lei ordinária 1 803, de 5 de janeiro de 1953, sancionado ainda sob comando do presidente Getúlio Vargas, que autorizava o Poder Executivo a desenvolver estudos quanto ao novo local.
Em 30 de abril de 1955, o governador de Goiás, José Ludovico de Almeida, publicou um decreto manifestando-se a obrigação de definir uma localização do novo Distrito Federal. Em 10 de maio daquele ano, a Assembleia Legislativa foi solicitada para que, no dia seguinte, fosse publicado o decreto estadual n.º 500, que impedia qualquer doação de terras naquela determinada área.
Juscelino Kubitschek tomou posse como Presidente da República em 31 de janeiro de 1956 e, dois meses depois, anunciou o planejamento para a construção de Brasília. Em 19 de setembro deste ano, anunciou, por meio de lei ordinária 2 874, a Companhia Urbanizadora da nova Capital do Brasil, mais conhecida como a Novacap, como empresa responsável por todo desenvolvimento desta obra, seja pelo gerenciamento e coordenação dos projetos.

## Contexto

### A criação da Novacap

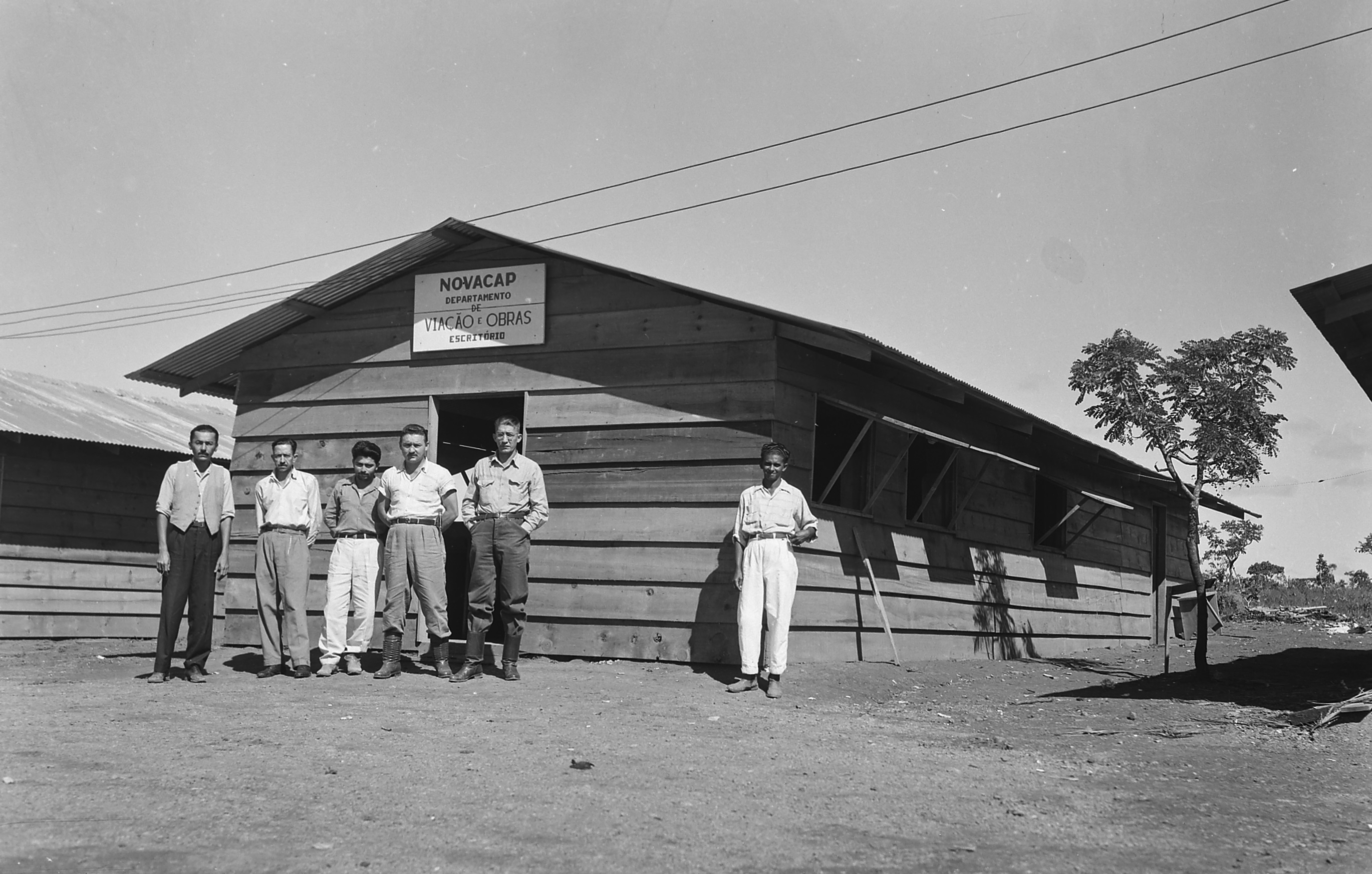
Departamento de viação e obras da Novacap (1958)

Na década de 1950, período de criação da Novacap, a empresa estatal chegou a ter 30 mil funcionários, trabalhando com o objetivo de realizar serviços urbanos de jardins, assim como, na manutenção de vias, calçadas e poda de árvores. Além disso, também desempenhava uma função aos operários, seja na fiscalização de acampamentos e alojamentos, atendimento de saúde e produção de tijolos para a construção da moradia dos funcionários.
A empresa definia o salário de seus empregados durante as obras, uma vez que a mão de obra era frequente, existindo oferta de negociação com eles. No entanto, algumas empresas também enviavam profissionais para disputar com as concorrentes pelas vagas, ou seja, inflacionando o serviço devido a ampla competitividade valor do serviço; tal atitude só foi resolvida com intervenção da Novacap, fixando o teto salarial.
A companhia também foi utilizada para solucionar obras que estavam atrasadas, como foi o caso do Lago Paranoá, cuja obra era pertencia a uma empresa dos Estados Unidos mas que, com aval do presidente Juscelino Kubitschek, demitiu os americanos e conseguiu entregar o projeto em 12 de setembro de 1959, aniversário de JK.

### Os funcionários da estatal

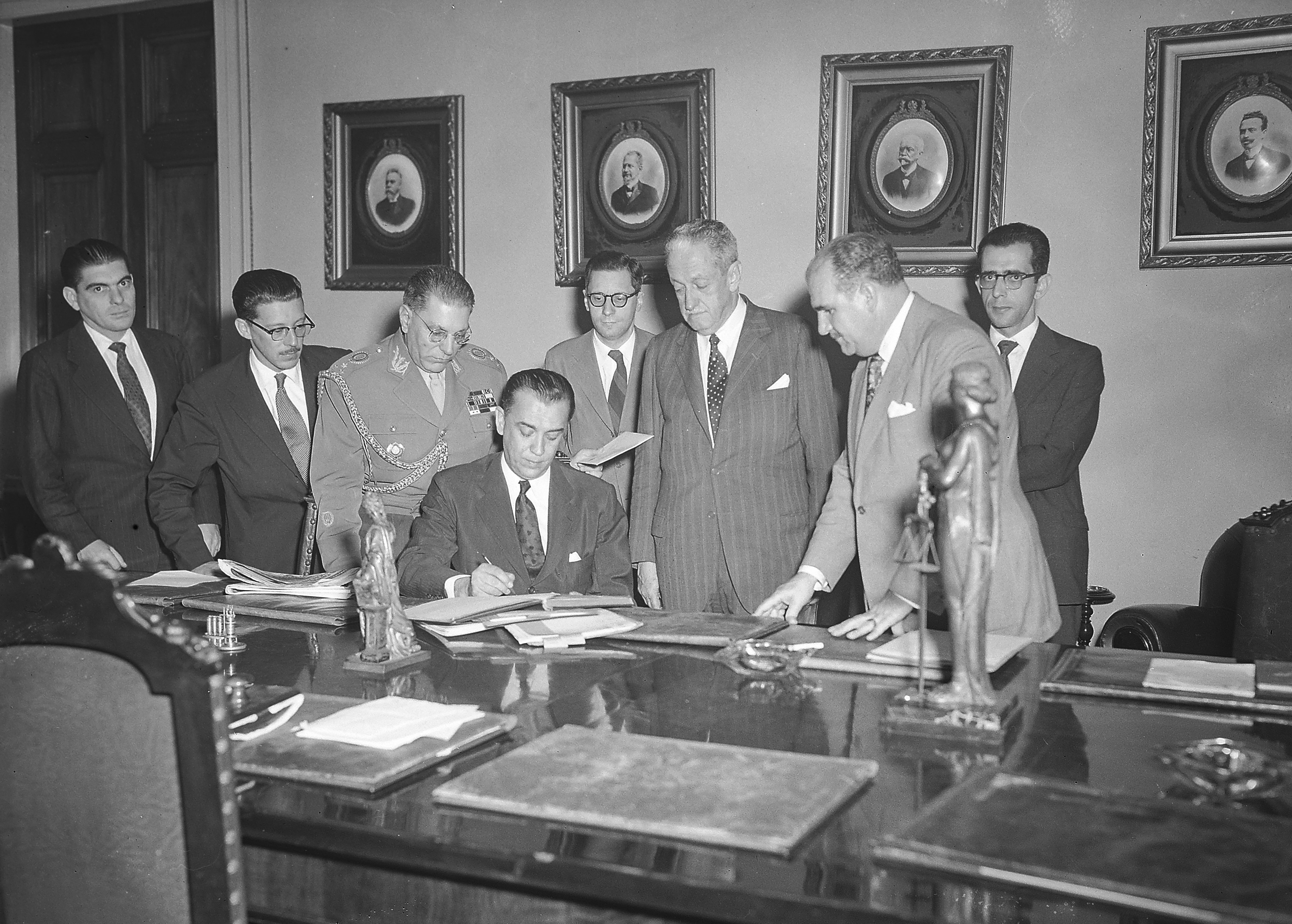
O presidente Juscelino Kubitschek na posse de Israel Pinheiro como presidente da Novacap.

Visando a construção de Brasília, o primeiro presidente da Novacap foi comandado por Israel Pinheiro, responsável por gerenciar 30 mil funcionários desenvolvendo as estruturas da cidade; com a inauguração da nova capital, ele ainda foi o primeiro prefeito da cidade, cargo extinto. Além disso, também exerceu a função de presidente da Companhia da Vale do Rio Doce entre 1942 a 1945.
O urbanista de Brasília ficou sob controle de Lúcio Costa, vencedor do concurso para o Plano Piloto de Brasília, idealizou o projeto das superquadras para 87% da população e 17% de área privada, além dos moradores terem acesso ao comércio (escola, padaria, biblioteca, templos religiosos, etc) dentro destas quadras. Segundo Lúcio, a Rodoviária do Plano Piloto é o centro urbano da nova capital do Brasil.
Oscar Niemeyer foi o arquiteto para a construção de Brasília e teve a carta branca para desenvolver todo o projeto, uma vez que o próprio presidente Juscelino Kubitschek foi quem chamou ele para exercer a função. Para Niemeyer, havia um clima de confraternização entre os profissionais da obra, pois todos estavam vestidos com a mesma roupa e se alimentavam nos mesmos restaurantes. O arquiteto teve seu trabalho reconhecido pelo francês Le Corbusier, referência do movimento modernista.
A pintura do teto (o sol, a luz, a cruz e o peixe),o desenho dos castiçais, dos genuflexórios, a porta feita em alumínio anodizado com recortes de vidro da capela do Palácio do Alvorada consagrada à Nossa Senhora da Conceição, todos esses trabalhos foram realizadas por Athos Bulcão, que trabalhou na Novacap (cedido pelo MEC a pedido de Niemeyer) entre 1957 a 1981 No entanto, Bulcão afirmou que um dos maiores desafios da construção era a chuva, presumindo não ficar pronto antes de abril de 1960. Outros trabalhos muito reconhecidos de Athos Bulcão contemporâneos à Capela do Alvorada, foram os painéis do Brasília Palace Hotel.
O ponto-chave para o desenvolvimento da cidade elaborado por Ernesto Silva, o primeiro diretor da Novacap. O apelo social era um diferencial no profissional Ernesto, uma vez que o mesmo teve a ideia de investir na área de educação, saúde e lazer da cidade. Para ele, não haveria a Escola Parque, o Hospital de Base e a Unidade de Vizinhança, se não viesse da iniciativa do próprio; enquanto que a infraestrutura (avenidas, iluminação e estradas) era preocupação dos engenheiros.

## Obras de Brasília

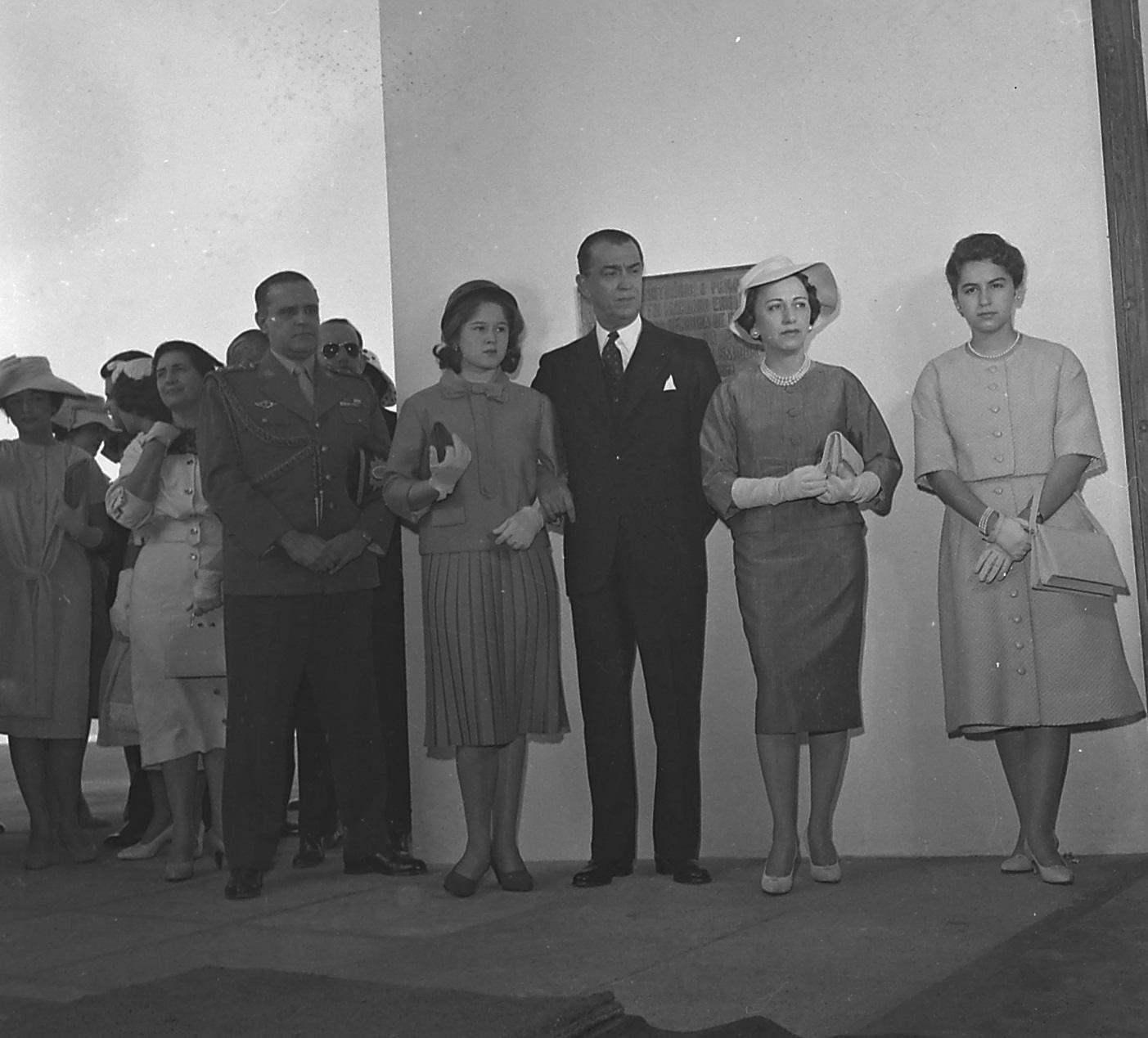
O presidente JK na inauguração da Igreja Nossa Senhora de Fátima.

Com a inauguração de Brasília em 21 de abril de 1960, a administração pública da cidade foram construídas pelos funcionários da Novacap. O Congresso Nacional, projetado pelo arquiteto Oscar Niemeyer, é responsável pelos trabalhos do Poder Legislativo do Brasil, sendo composto por duas cúpulas: a Câmara dos Deputados e o Senado Federal, além de duas torres de 28 andares para cada uma das casas legislativas.
A Esplanada dos Ministérios possui dezessete blocos e também foi um projeto de Niemeyer, que fica no Eixo Monumental.  Por outro lado, o pintor Athos Bulcão ajudou a definir a cor das cortinas do Palácio do Planalto (residência do Poder Executivo) e no Supremo Tribunal Federal; este último, referente ao Poder Judiciário.
Na questão urbanística, Lúcio Costa foi o responsável na elaboração do projeto para a Rodoviária do Plano Piloto, além da Unidade de Vizinhança 107/307 e 108/308 Sul; esta última, intitulada como superquadras.
Na área de lazer, a Igreja Nossa Senhora de Fátima, também chamado de Igrejinha, é um templo católico que faz jus a um chapéu de freira; na parte externa, Bulcão ajudou a estampar de azulejos. Além disso, o Teatro Nacional Cláudio Santoro, espaço para a produção de arte, é considerado o maior projeto arquitetado por Niemeyer em Brasília.

## Legado
Mesmo após a inauguração de Brasília e todos os desdobramentos que originaram no desenvolvimento da nova capital do Brasil, a Novacap continuou sendo uma empresa pública, cuja ações representam 43,33% para a União e 56,67% para o governo do Distrito Federal, sócios da estatal.
A companhia é o principal responsável na execução das obras de interesse do governo distrital, uma vez que é vinculado com a Secretaria de Estado de Obras e Infraestrutura do Distrito Federal.